# دیفلن
دیفلن (به آلمانی: Diefflen) یک منطقهٔ مسکونی در آلمان است که در دلینگن، سار واقع شده‌است. دیفلن ۴٬۶۵۶ نفر جمعیت دارد.